# 金利先物取引
金利先物取引（きんりさきものとりひき、英: interest rate futures）は、デリバティブ（金融派生商品）の一つで、金利を指数として使用する金融先物取引の一種である。

## 言葉の定義の問題
シカゴ・マーカンタイル取引所では、金利先物を以下に分類している。
- 金利先物（interest rate futures）
  - 短期金利先物（short-term interest rate futures, STIR futures）
    - ユーロダラー先物（eurodollar futures）
    - 担保付翌日物調達金利先物（secured overnight financing rate futures, SOFR futures）
    - フェデラル・ファンド金利先物（Federal Funds futures）

  - 国債先物（treasury futures）、国債利回り先物（treasury yield futures）- 償還期限が1年以下の短期国債は対象としない
  - スワップ先物（swap futures）

しかし、日本語では、金利先物取引と言った場合は短期金利先物取引を通常は指し、国債先物取引とは区別している。

## 短期金利先物取引

### 市場
日本では大阪取引所と東京金融取引所にてTONA3か月金利先物が取引されている。東京金融取引所では先物取引とオプション取引が可能であるが、オプション取引の方は出来高0が続いており事実上取引不能。長期日本国債（残存7年以上11年未満）の先物取引とオプション取引は大阪取引所で扱われている。そちらは国債先物取引を参照。
アメリカではシカゴ・マーカンタイル取引所などにて、イギリスではICE Futures Europeなどで扱われている。

### 例
短期金利先物の場合、価格は 100 - 金利(%) で表現される。例えば、現在、金利が1.5%だとすると、価格は 100 - 1.5 = 98.5 になる。この状態で買いを入れたとする。しばらくして金利が1.4%に下がり、価格は 100 - 1.4 = 98.6 に上がったとする。ここで決済すると、TONA3か月金利先物の想定元本は1億円なので、1億円 × 0.1% × 90日 ÷ 360日 = 25,000円の利益になる。

### 金利の予約としての利用
ユーロダラー金利先物は、将来3ヶ月間銀行間で資金を借りる際の金利の予約として利用可能である。
現在、ユーロダラー金利先物の金利が3%として、清算日に3ヶ月間$1,000,000借りるとして、清算日の金利が4%に上がったとしても、以下のように取引すると、3%で予約したことになる。下記の取引により合計$7,500の支払となる。これは、金利3%で3ヶ月間$1,000,000借りた場合と同じである。
| 日時            | 金利 | 行動                                                                | 利益・利子 |
| --------------- | ---- | ------------------------------------------------------------------- | ---------- |
| 現在            | 3%   | ユーロダラー金利先物の売りポジションを(100-3)×2500=$242,500建てる。 | N/A        |
| 清算日          | 4%   | 先物のポジションを閉じ、3ヶ月間$1,000,000借りる。                   | $2,500     |
| 清算日の3ヶ月後 |      | $1,000,000を返済。                                                  | -$10,000   |

### 銘柄
| 銘柄                           | 参照金利                                       | 取引単位    | 取引所                                  |
| ------------------------------ | ---------------------------------------------- | ----------- | --------------------------------------- |
| ユーロ円3ヵ月金利先物          | 期間3ヵ月の銀行間での円金利 (ユーロ円TIBOR)    | 価格×25万円 | 東京金融取引所 2023年3月20日取引停止    |
| TONA3か月金利先物              | 無担保コール翌日物金利3ヵ月間の日次複利 (TONA) | 価格×25万円 | 東京金融取引所 2023年3月20日上場        |
| TONA3か月金利先物              | 無担保コール翌日物金利3ヵ月間の日次複利 (TONA) | 価格×25万円 | 大阪取引所 2023年5月29日上場            |
| Three-Month Eurodollar Futures | 期間3ヵ月の銀行間でのユーロダラー金利 (LIBOR)  | 価格×$2,500 | CME 2023年6月末で廃止し SOFR3ヶ月に変換 |
| Three-Month SOFR Futures       | 担保付翌日物調達金利3ヶ月複利                  | 価格×$2,500 | CME                                     |
| One-Month SOFR Futures         | 担保付翌日物調達金利1ヶ月複利                  | 価格×$4,167 | CME                                     |
| 30-Day Fed Funds Futures       | 実効フェデラル・ファンド金利1ヶ月平均          | 価格×$4,167 | CBOT                                    |

全て先物価格は 100 - 年利率(%) 。全て差金決済による証拠金取引。
LIBORおよびユーロ円TIBORの公表停止により、2023年に下記の移行が行われる。
- 東京金融取引所：ユーロ円3ヵ月金利先物 → TONA3か月金利先物
- シカゴ・マーカンタイル取引所：Eurodollar Futures（ユーロダラー金利先物） → SOFR Futures（担保付翌日物調達金利先物）[15]

これにより以下の点が変わる。
- 3ヶ月物から翌日物に変わるため、金利に載っているリスクプレミアムが小さくなる[19][20]。SOFR 先物価格 = Eurodollar 先物価格 + 0.26161 で2023年6月末に移行する[15]。
- 今までは清算日より未来3ヶ月分の金利だったのが[2]、過去3ヶ月分の金利となる。ただし、SOFR 先物は清算日が2022年9月の場合は2022年6月と銘柄は表記することで対応区間が Eurodollar 先物と一致するようにしている。